# Blow Up (émission de télévision)
Pour les articles homonymes, voir Blow Up (homonymie).
Blow Up est un web magazine et une émission de télévision créée et présentée par Luc Lagier, disponible sur la plate-forme numérique d'Arte et diffusée très ponctuellement sur la chaîne franco-allemande depuis novembre 2010. C'est une émission culturelle consacrée à l'histoire du cinéma utilisant des montages et des extraits de films pour expliciter une thématique ou une personnalité (acteur/rice ou réalisateur/rice) du septième art.

## Présentation
L'émission est créée en novembre 2010 par le critique de cinéma et documentariste Luc Lagier pour répondre à une commande de Joël Ronez du pôle web d'Arte qui cherchait alors à developper sa plate-forme numérique. Le principe de l'émission repose sur l'utilisation d'images de films, d'extraits, et d'archives qui sont montés ensemble afin d'illustrer – souvent en lien avec l'actualité (évènement festivalier, rétrospective, nécrologie, sorties de film) – un genre cinématographique, une thématique au cinéma, un réalisateur ou un acteur dans « une collisions d’images, des remontages » selon son créateur. Luc Lagier explique également son approche qui consiste à convoquer un « travail sur la mémoire du cinéphile », faisant de la sorte participer le spectateur qui aura, pour sa part, des évocations émotionnelles très personnelles à la juxtaposition des séquences impliquant son propre vécu par rapport aux films.
Le titre du magazine est un hommage au film Blow-Up (1966) de Michelangelo Antonioni. Initialement sans voix-off, les numéros de Blow Up sont rapidement accompagnés d'un texte écrit et narré le plus souvent par Luc Lagier. Au cours des premières années, différentes rubriques et formats sont créés et désignés sous des titres à chaque fois déclinés tels que C'était quoi [untel] ?, [Untel] en 10 minutes, Le top 5 musical ou [Untel] en dix petites madeleines.
Après quelques années et le succès du programme sur la plate-forme d'Arte, Luc Lagier diversifie le concept, d'une part en le déclinant avec le critique cinéma Thierry Jousse pour des Blow Up musicaux ou avec Johanna Vaude pour une vision plus plasticienne du cinéma ; et d'autre part en donnant ponctuellement des cartes blanches à des cinéastes tels que Xavier Giannoli, Bertrand Mandico, Bertrand Bonello, Jean-Paul Civeyrac, Alain Cavalier, Jean-Philippe Toussaint mais surtout Laëtitia Masson (qui est l'auteure très régulière de numéros hagiographiques assumés consacrés à un acteur ou une actrice) pour réaliser leur propre approche subjective sur une thématique,.
En novembre 2020, l'émission fête ses dix ans d'existence, 430 numéros et 1 000 sujets cinématographiques abordés.
En février 2024, la formule de l'émission évolue et propose des numéros centrés sur une année cinématographique précise.